# 桜井始
桜井 始（さくらい はじめ、1948年12月12日 - 2012年3月19日）は、日本の写真家。

## 生涯
山梨県鰍沢町（現・富士川町）出身。山梨県鰍沢で幼少時代をおくり、東京写真短期大学（現・東京工芸大芸術学部）を首席で卒業。
東京神田神保町の写真工業出版社に招聘。朝10時から夜10時まで、取材と執筆活動を通じて多くの写真界の名士と交友を深め、編集部次長になり、実質的な編集の主幹となり、「写真工業」誌の発展に多大の寄与をする。
1986年自主退社し、フリーのフォトグラファーになる。各写真雑誌に名文の各種評論、写真画像、撮影論を発表。各企業の嘱託業務の撮影のほか、海外ルポルタージュ、ナチュラリストとして、自然写真を主として沢山の写真展、写真集を刊行。風景写真の写真講座を各地で開き、招聘される。
審査員として1999年には「あなたの横浜コンテスト」（読売新聞社主催）等、在住の横浜市港北区大戸町の住民としても多くの写真講座や審査員として活躍。
「高山植物の撮影ガイド」（アサヒカメラ増刊『尾瀬を撮る』1999年刊）等の山岳写真の記事も多い。